# Gorgons Head
Gorgons Head (englisch für Gorgonenhaupt) ist ein Berg aus Sandstein mit Doleriteinschlüssen in der antarktischen Ross Dependency. In den Cook Mountains ragt er südöstlich des Mount Hughes auf.
Das Antarctic Names Committee of Australia benannte ihn am 7. März 1991 nach den Gorgonen aus der griechischen Mythologie.